# Alejandro César Alonso
Alejandro César Alonso (Buenos Aires, Argentina, 3 de marzo de 1982) es un exfutbolista argentino. Jugaba de volante y su último equipo fue el AS Saint-Étienne de la Ligue 1 de Francia. 

## Selección nacional
Ha sido internacional con la Selección de fútbol de Argentina Sub-23.

## Clubes
| Club                 | País      | Año       |
| -------------------- | --------- | --------- |
| Huracán              | Argentina | 2001-2005 |
| Girondins de Burdeos | Francia   | 2005-2008 |
| AS Mónaco            | Francia   | 2008-2011 |
| AS Saint-Étienne     | Francia   | 2011-2012 |

## Palmarés

### Campeonatos nacionales
| Título                     | Club                 | País    | Año  |
| -------------------------- | -------------------- | ------- | ---- |
| Copa de la Liga de Francia | Girondins de Burdeos | Francia | 2007 |